# Mark McKoy
Mark Anthony McKoy (nar. 10. prosince 1961) je bývalý vrcholový atlet, závodící v překážkovém sprintu. Po většinu své kariéry reprezentoval Kanadu, v roce 1994 však přijal rakouské občanství a reprezentoval svoji novou zemi.
Je olympijským vítězem v běhu na 110 metrů překážek z Barcelony 1992 a halovým mistrem světa na 60 metrů překážek z Toronta 1993. Dosud je také držitelem světového rekordu na méně vypisované trati 50 metrů překážek časem 6,25 s.
Při vyšetřování případu sprintera Bena Johnsona se rovněž přiznal k užívání dopingu a byl potrestán dvouletým zákazem činnosti. Největších úspěchů dosáhl po odpykání trestu a návratu na dráhu. V té době byl členem tréninkové skupiny jiného skvělého překážkáře Colina Jacksona a jeho trenéra Malcolma Arnolda.
Aktivní kariéru ukončil po sezóně 1995. Dnes žije McKoy v Torontu, kde pracuje jako osobní trenér a fyzioterapeut.

## Osobní rekordy
Dráha
- Běh na 60 metrů 6,49 s. (1993)
- Běh na 100 metrů - 10,08 s. (1993)
- Běh na 60 metrů překážek - 7,41 s. (1993)
- Běh na 110 metrů překážek - 13,08 s. (1993)

Hala
- Běh na 50 metrů překážek - 6,25 s. (1986) -  (Současný světový rekord)